# Белау, Якоб Фридрих
Якоб Фридрих Белау (в ряде источников — Яков Фридрих Белов; швед. Jakob Fredrik Below; 1669—1716) — немецкий врач на шведской и русской службе; профессор Дерптского университета, ректор Лундского университета; доктор медицины.

## Биография
Якоб Фридрих Белау родился 25 марта 1669 года в городе Стокгольме; сын Бернхарда Белау (1611–1692), который был врачом; сначала в шведском посольстве в Москве, а затем служил в качестве личного придворного врача шведской королевы Кристины и её преемников Карла X Густава и Карла XI; племянник доктора медицины Иоганна Белау.
Удостоенный в 1691 году Утрехтским университетом степени доктора медицины, Белау был назначен профессором анатомии в Дерптский университет (1695), а затем в Университет Лунда (1698), где он в 1705 году занимал должность ректора.
Отправленный королём Карлом XII в шведскую армию, он был взят русскими в плен в ходе Полтавской битвы и привезен в Москву, где в продолжении нескольких лет занимался частною практикой. Благодаря своему мастерству он приобрел очень высокую репутацию при русском дворе, но упорно отказывался поступить на русскую службу и принять российской подданство; Пётр I в свою очередь слишком дорожил таким специалистом и потому отказал ему в возвращении на родину.
Якоб Фридрих Белау скончался 28 марта 1716 года в городе Москве.
Доктор Белау написал несколько трактатов на латинском языке, из которых наиболее известны следующие: Dissertatio inauguralis med. de vermibus intestinorum, Ultrajecti (1691); Dissert. de natura, arte et remediis in morborum cura necessariis (Upsal) 1695; Circuli anatomico-physiologici minoris segmentum primum, seu dissert, prima de oeconomia corporis animalis (Dorр) 1698.